# Bolludərə
Bolludərə è un comune dell'Azerbaigian situato nel distretto di Şəki. Conta una popolazione di 412 abitanti.